# Johannes Kalitzke
Johannes Kalitzke (* 12. Februar 1959 in Köln) ist ein deutscher Komponist und Dirigent.

## Leben und Werk
Kalitzke studierte von 1967 bis 1977 bei Jeanette Chéro Klavier und von 1974 bis 1976 Kirchenmusik in Köln; zwischen 1978 und 1981 an der Musikhochschule Köln Klavier (bei Aloys Kontarsky), Dirigieren (Wolfgang von der Nahmer) und Komposition (York Höller), später elektronische Musik bei Hans Ulrich Humpert. 1982/83 folgte ein Studienaufenthalt am Pariser IRCAM bei Vinko Globokar mit einem Stipendium der Studienstiftung des deutschen Volkes.
Zwischen 1984 und 1990 war er zunächst als Kapellmeister, dann als Chefdirigent am Gelsenkirchener Musiktheater im Revier tätig. 1986 übernahm er die Leitung des Forums für Neue Musik in der Nachfolge von Carla Henius, 1991 wurde er künstlerischer Leiter und Dirigent der musikFabrik. Seit 1996 lehrt er u. a. bei den Darmstädter Ferienkursen und leitet Dirigierseminare an verschiedenen Hochschulen und beim Dirigentenforum des Deutschen Musikrates. Kalitzke ist heute als Dirigent wie als Komponist international regelmäßiger Gast bei Ensembles und Orchestern der Festivals für zeitgenössische Musik und bei Opernhäusern wie etwa der Staatsoper Unter den Linden Berlin, der Staatsoper Stuttgart oder der Pariser Oper und den Salzburger Festspielen. Seit 2015 hat er eine Professur für Dirigieren an der Universität Mozarteum Salzburg inne.
Seine erste Oper Bericht über den Tod des Musikers Jack Tiergarten wurde bei der Münchener Biennale 1996 aufgeführt; im Auftrag des Landes Schleswig-Holstein komponierte Kalitzke seine zweite Oper Molière oder die Henker der Komödianten (Uraufführung 1998 in Bremen, ebenso wie Inferno 2004). 2007 erhielt Kalitzke den Opernauftrag für Die Besessenen nach Witold Gombrowicz (Theater an der Wien). Die Uraufführung war dort am 19. Februar 2010.
Seine Oper Pym nach Edgar Allan Poe wurde 2016 am Theater Heidelberg uraufgeführt, danach die Kirchen-Filmoper "Jeanne d´Arc" beim Carinthischen Sommer 2021.
Seit 2011 beschäftigt er sich mit Musik zu expressionistischen Stummfilmen, u. a. im Auftrag für die Wittener Tage für Neue Musik und das Konzerthaus Berlin ("Hoffmanns Erzählungen" zum 200. Bestehen des
Schauspielhauses).
Kalitzke lebt als freischaffender Künstler in Köln und Wien, ist verheiratet mit Monika Kalitzke und hat zwei Kinder.

## Ehrungen
- 1986 Johann-Wenzel-Stamitz-Preis
- 1990 Bernd-Alois-Zimmermann-Stipendium der Stadt Köln
- 2000 Stipendiat der Villa Massimo, Rom
- 2009 Mitglied der Akademie der Künste, Berlin
- 2015 Mitglied der Bayerischen Akademie der Schönen Künste, München

## Kompositionen
- Spiegelbild (1979) für zwei Klaviere
- De Profundis (1980/86) für Kammerensemble
- Berceuse intégrale pour Hieronymus Bosch (1982/83) für großes Orchester und Tonband
- Macchina d’autunno (1982) – Fantasiestück für Klavierklänge
- Trio Infernal (1985) – Gespenstermechanik in fünf Teilen für trio basso
- Rotationsetüde (1985/86) für drei Schlagzeuger und vierkanaliges Tonband
- Die Hundertjahrfeier der Nacht (1986) für hohe Stimme und Klavier
- Jardins Paradoxaux (1986) – Adagio-Fragmente für fünf Instrumentalgruppen, Alt, Tenor und Tonband
- Das Labyrinth der Lieder (1987) für Vokalquintett, Orchester und Computerklänge
- Flucht im Gewölbe (1987) – Spirale für Viola und digitale Raumsimulation (als Labyrinth aufgenommen im Kafka-Komplex)
- Tübingen, Jänner (1988) für Bassflöte, Violoncello und Sprechstimme ad libitum nach einem Text von Paul Celan
- Nachtschleife (1989) – Madrigal für Vokalsextett
- Bis zum äußersten Tor (1989–2006) Kafka-Komplex für Solostimmen (SATB), Bratsche, Klavier und Zuspiel
- Salto, Trapez, Ikarus (1990) – Konzert für 13 Instrumente
- Bericht über den Tod des Musikers Jack Tiergarten (1991) – Szenische Moritat für drei Schauspieler, zwei Sänger und 14 Instrumente
- Hände im Spiegel (1992/93) – Konzert für Klavier, Orchester, Live-Elektronik und 2 flankierende Solisten (Counter-Tenor und Bass-/Kontrabass-Klarinette)
- Die Rückseite der Tage (1994) – Vier sinfonische Fragmente für großes Orchester mit Tonband und Sopran
- Moliere oder die Henker der Komödianten (1994–97) – dramatisches Nachtstück in 4 Akten nach Bulgakow
- Chasse Royale (1995) – Ein Schattenwurf für Orchester
- Circus Frenzy (1995) – 5 Kreuzwege für Sopran, Bass-Bariton und großes Orchester
- Cruxification I (1997) – 4 Choralvorspiele über „Christ ist erstanden“ für 4 Orchestergruppen
- Cruxification II (1999) – 4 Choralvorspiele über „Christ ist erstanden“ für großes Orchester
- Schuberts Traum (1999) – Stilleben mit Inferno nach einem Tagebuchtext von Franz Schubert, für Stimmen und Ensemble
- Six Covered Settings (1999/2000) für Streichquartett
- Wind Stille Zeit (2001) für Chor, Bläserensemble und Elektronik
- „… mit gänzlich fremder ähnlichkeit“ (2002) – Solo für Orgel
- Vier Toteninseln (2002/03) – Eine Überfahr mit Johannes Brahms, für Orchester mit 2 Solisten (Bariton und Klavier)
- memoria (2003) für 9 Spieler und Live-Elektronik
- Inferno (2004) – Musiktheater nach dem Schauspiel von Peter Weiss
- Wanderers Fall (2005) – 10 Lieder für Bariton und Ensemble nach Texten von Walter Raffeiner
- Ortswechsel (2007) für Instrumente, Sopran und Live-Elektronik, mit Film von Edgar Reitz
- -inn stufender sonderung (2008) Metamorphosen für 4 Männerstimmen und Akkordeon
- Die Besessenen (2009) Oper (Uraufführung 2010)
- Monumente im Halbdunkel (2010) Graffiti für Orchester
- Figuren am Horizont (2011) für Violine solo und sechs Instrumentalisten
- Die Weber (2011/12) Musik zum gleichnamigen Stummfilm von Friedrich Zelnik (1927) für Kammerorchester
- Angels Burnout Graffiti (2012) für Ensemble
- PYM (2013/2015) Oper (Uraufführung 2016)
- Jeanne d’Arc (2019) Kirchen-Film-Oper (Uraufführung 2020 / 2021)